# Mutsu (1921)
El Mutsu (陸奥?), llamado así en honor a la provincia homónima del Japón, fue el segundo y último miembro de la clase Nagato de acorazados de la Armada Imperial Japonesa.
El Mutsu junto a su gemelo Nagato, la primera clase de dreadnoughts en montar cañones principales de 16,1 pulgadas (410 mm), fueron el máximo exponente de la ingeniería naval japonesa hasta la aparición de los aún más impresionantes clase Yamato, y de las mejores naves de la Armada Imperial Japonesa. Su clase combinaba velocidad, armamento y blindaje eficazmente.

## Historial operativo
El Mutsu fue construido en los astilleros del Arsenal Naval de Yokosukla, fue botado el 31 de mayo de 1920 y completado el 24 de octubre de 1921. En la conferencia del Tratado naval de Washington en 1921, los representantes de Estados Unidos propusieron la desmantelación del Mutsu cuando este estaba ya casi completado, los japoneses defendieron su proyecto y lograron mantenerlo en los activos de la Armada imperial.
En sus comienzos, al igual que su gemelo, el acorazado Nagato,  era del tipo de reducto central con 18 cañones de 140 mm dispuestos en ambas bandas con sus 8 cañones principales de 16,1 pulgadas (410 mm). Las diferencias entre ambos acorazados eran mínimas, y se fueron evidenciando en los sucesivos procesos de modernización, el Mutsu tenía menor blindaje, tenía 4x2  lanzadores de torpedos en cubierta, podía dar un nudo menos de velocidad que el Nagato y
la proa del Mutsu era de tipo Clipper a partir de 1931 mientras que su gemelo no fue remodelada. Después de la remodelación de 1937 las diferencias radicaban en toda su superestructura de popa. A simple vista, la extensión de la arboladura del mástil trasero que era más extendida en el Mutsu.
Durante sus pruebas de mar, el Mutsu alcanzó la velocidad de diseño de 26,7 nudos. Tras entrar en servicio fue adscrito a la 1.ª División de acorazados con base en Sasebo. En 1937, la velocidad disminuyó en un nudo debido al incremento del desplazamiento.
A la primera chimenea se le colocó un deflector de humos para minimizar su influencia en el puente. En 1922, mientras estaba fondeado con su gemelo en el puerto de Yokohama, fue visitado por Príncipe de Gales  y su ayudante, Lord Louis Mountbatten.
En noviembre de 1933, fue reformado añadiéndole una estructura puente-mástil tipo pagoda, aunque sin llegar a la altura de los acorazados  Fusō o Yamashiro. Se le adicionó una catapulta y se le adicionaron directores locales de tiro a las torres n.º 2 y 3. 
En septiembre de 1934, el Mutsu fue sometido a una profunda modernización, su casco fue modificado agregándosele un triple fondo, se le adicionaron  bulges antitorpedo, todos los tubos lanzatorpedos fueron retirados, al igual que la primera chimenea, se le incrementó su blindaje interno de protección de santabárbaras, sus calderas originales fueron retiradas y se colocaron calderas Kampon en su lugar. 
Las torretas principales fueron sustituidas por las provenientes de los acorazados, Tosa y Kaga , del mismo calibre, la elevación de sus cañones de 410 mm se incrementó a 43° aumentando por ende su alcance artillero hasta los 37,8 km. Su catapulta modelo n.º 2 fue reemplazada por una modelo n.º 5 y quedó con capacidad para lanzar tres aviones de observación tipo Nakajima E4N2.
Debido al incremento del desplazamiento, su velocidad se redujo hasta los 25 nudos.
Desde 1934 hasta febrero de 1941 el Mutsu fue empleado en labores de apoyo durante la segunda guerra sino-japonesa.

### Segunda Guerra Mundial
Durante el desarrollo del Ataque a Pearl Harbor, el Mutsu formó parte de la 1.ª División de acorazados anclado en la bahía de Harashima.  Desde fines de diciembre de 1941 a febrero de 1942, el Mutsu realizó entrenamientos artilleros junto al nuevo acorazado Yamato en su fase de comisionamiento.
Durante la Batalla de Midway, el Mutsu junto con el Nagato y el Yamato formaron parte del llamado "grueso" de las fuerzas del almirante Isoroku Yamamoto.
Desde junio a julio de 1942, el  Mutsu se mantuvo en aguas nacionales, y en septiembre realizó apoyo durante la Batalla de las Salomón Orientales sin tener un papel relevante.
Durante el resto de 1942, el Mutsu junto a su gemelo Nagato y los Clase Yamato, se mantuvieron en aguas de la laguna de Truk.
Desde enero a junio de 1943, el Mutsu se mantuvo en aguas nacionales para realizar tareas de mantenimiento.

#### Hundimiento
El 8 de junio de 1943 el Mutsu estaba al ancla en el fondeadero de Hashirajima (Bahía de Hiroshima), en las cercanías estaban fondeados el acorazado Fusō, los destructores Tamanami y  Wakatsuki y el antiguo crucero Tatsuta.
Su capitán Miyoshi Teruhiko se había trasladado por invitación del capitán Tsuruoka a un almuerzo a bordo del acorazado Fusō anclado a 500 m. Era una mañana neblinosa en la bahía, el capitán Miyoshi Teruhiko regresó al Mutsu a las 11:45 para revistar a 153 cadetes visitantes.
Repentinamente a las 12:10 de la mañana, el Mutsu sufrió una violenta explosión en la torreta n.° 3  La violenta explosión con emisión de un humo blanco y brillante partió en dos el acorazado detrás de la torreta n.º 3, su parte delantera se hundió volteando a estribor rápidamente, mientras que su popa flotó libre hasta el día siguiente hundiéndose verticalmente a 43 m de profundidad. El Fusō lanzó sus botes para rescatar a los sobrevivientes mientras los destructores Tamanami y Wakatsuki peinan la bahía en búsqueda antisubmarina. 
Los japoneses, en un primer momento pensaron en un ataque submarino, pero después de rastrear exhaustivamente la bahía cancelaron la operación.
La pérdida fue total e incluyó también a su capitán Miyoshi Teruhiko, de 1121 tripulantes, incluyendo 127 de los 153  cadetes e instructores y de un grupo de entrenamiento de aviadores en misión de familiarización. Solo 353 sobrevivientes de su tripulación fueron rescatados y de los cadetes en instrucción solo se salvaron 13.
Los japoneses durante su investigación descartaron el ataque de un submarino enemigo y fue atribuido a un probable manejo inadecuado de munición antiaérea denominada Sanshiki-dan (los testigos declararon que los humos de la explosión fue de un color blanco brillante, mientras que la cordita es de un color café rojizo), aunque también se consideró la posibilidad de sabotaje por un miembro descontento de la tripulación.

## Pecio
El pecio fue encontrado en el fondo con su parte mayor proel volcada a estribor, la popa estaba en posición vertical cerca de la parte central y la torreta 3 estaba apoyada en su barbeta enterrada en el fango en un ángulo de 90° en el fondo apuntando los cañones a la superficie. 
El pecio fue objeto de intensivas operaciones de rescate entre 1970 y 1978 por parte de una compañía llamada Fukada Salvage Company.
Una gran parte del casco (popa) fue elevada, junto con anclas, hélices, timón, armamento principal y la torre número 4 completa. Restos de la proa también fueron izados además de artillería secundaria.
Gran cantidad de artefactos están expuestos en el Museo en memoria del Mutsu de Tôwa Chô. La torre número 4 está expuesta en la antigua academia naval de Etajima, y uno de los cañones secundarios de 140 mm se expone en el museo del santuario Yasukuni, en Tokio.

Galería de imágenes del Mutsu
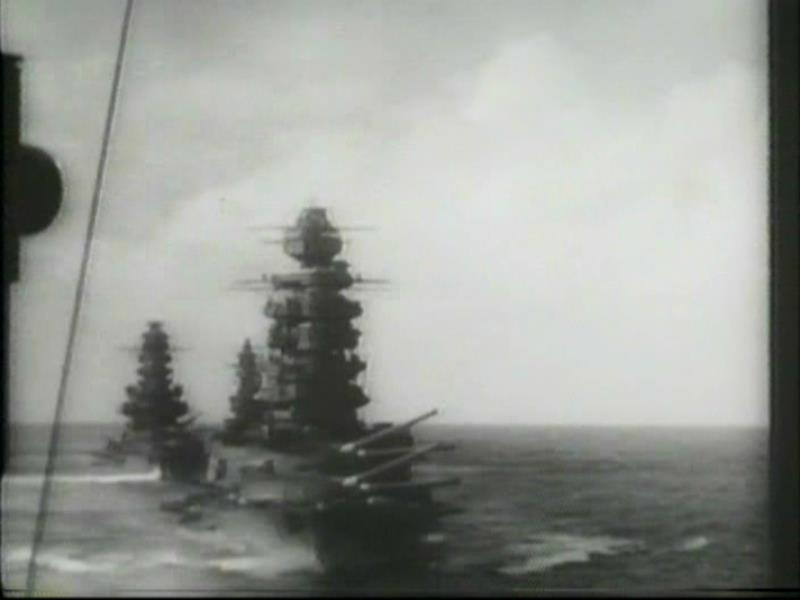
El Mutsu junto al Nagato en ejercicios en 1940.
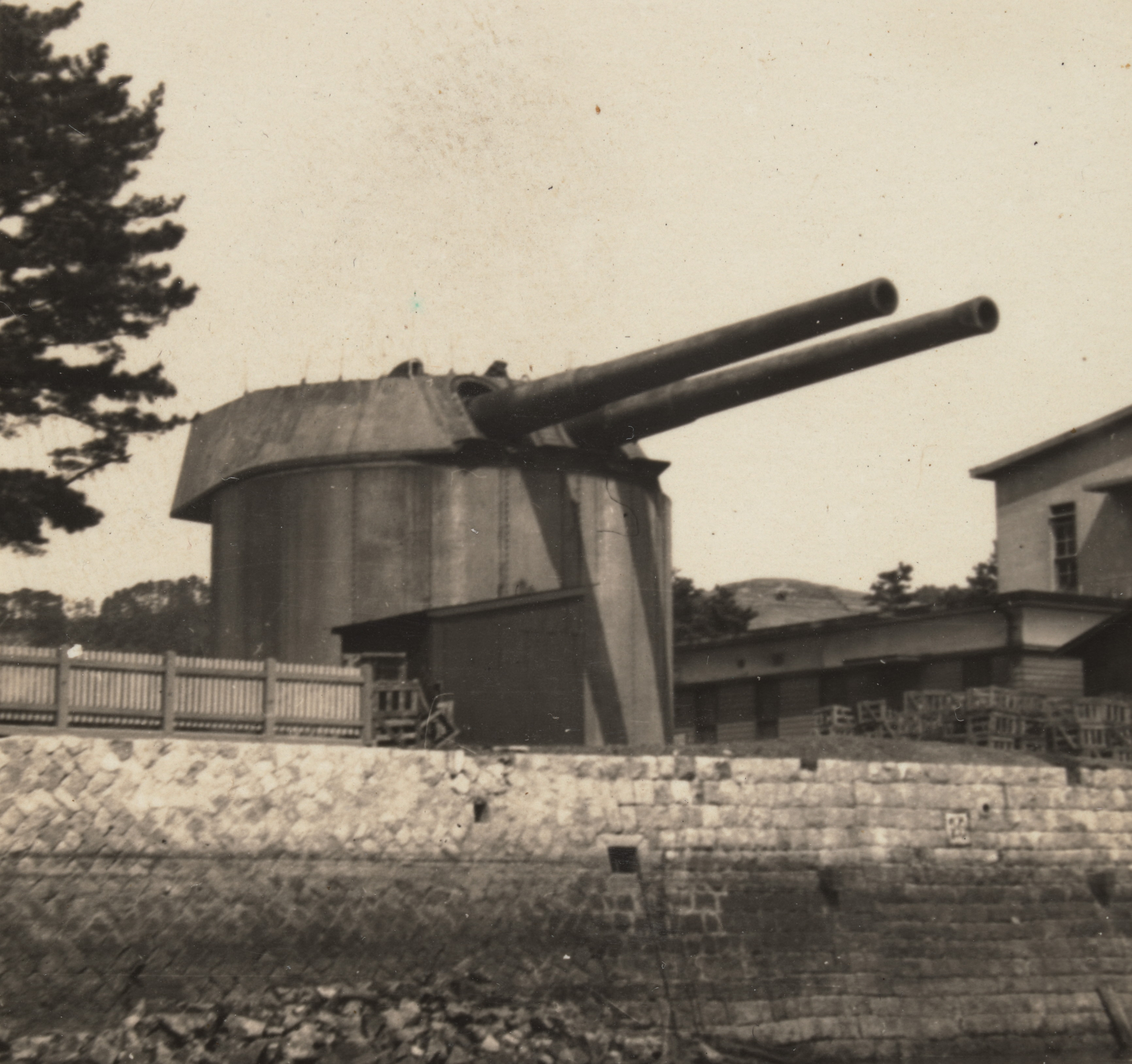
La torreta de popa nº4 del Mutsu en exhibición.
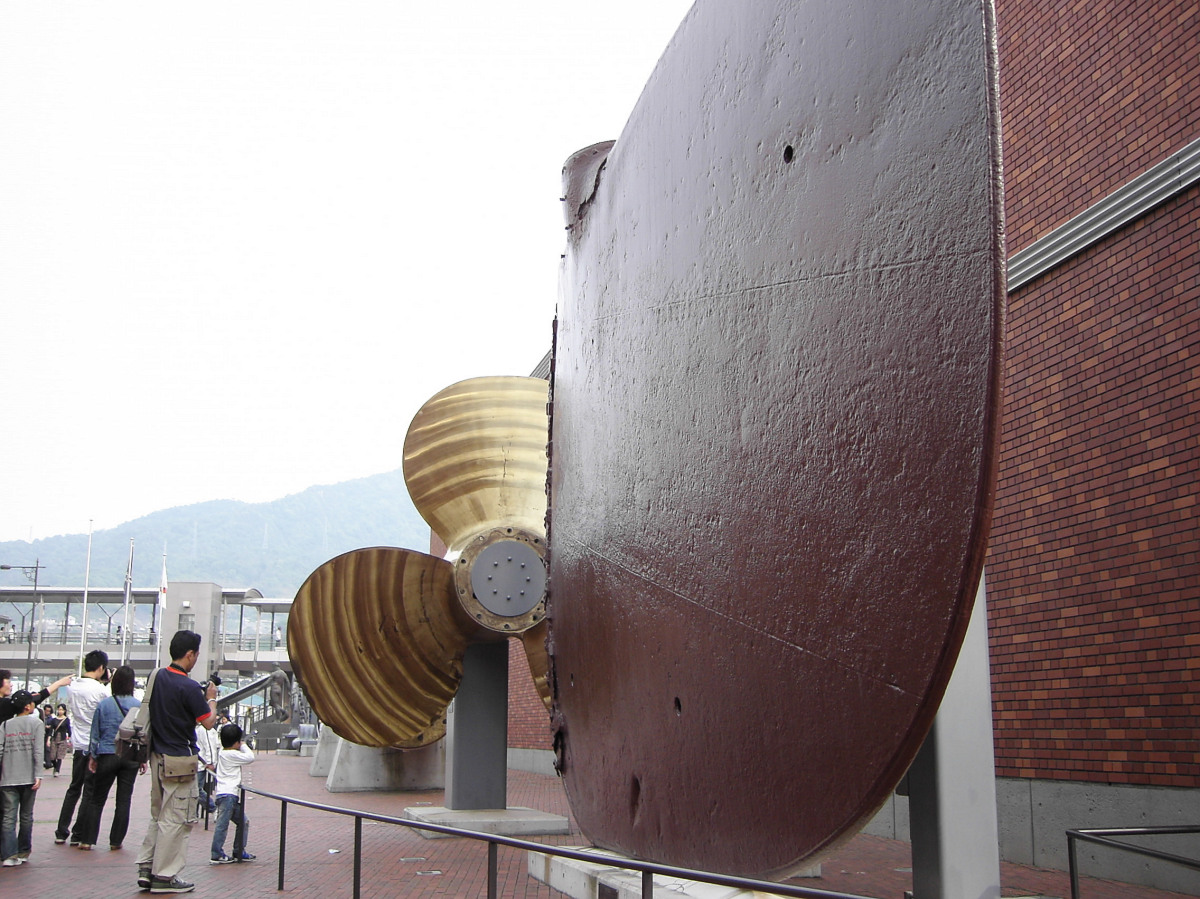
Una hélice y el timón del Mutsu en el museo Yamato de Kure.
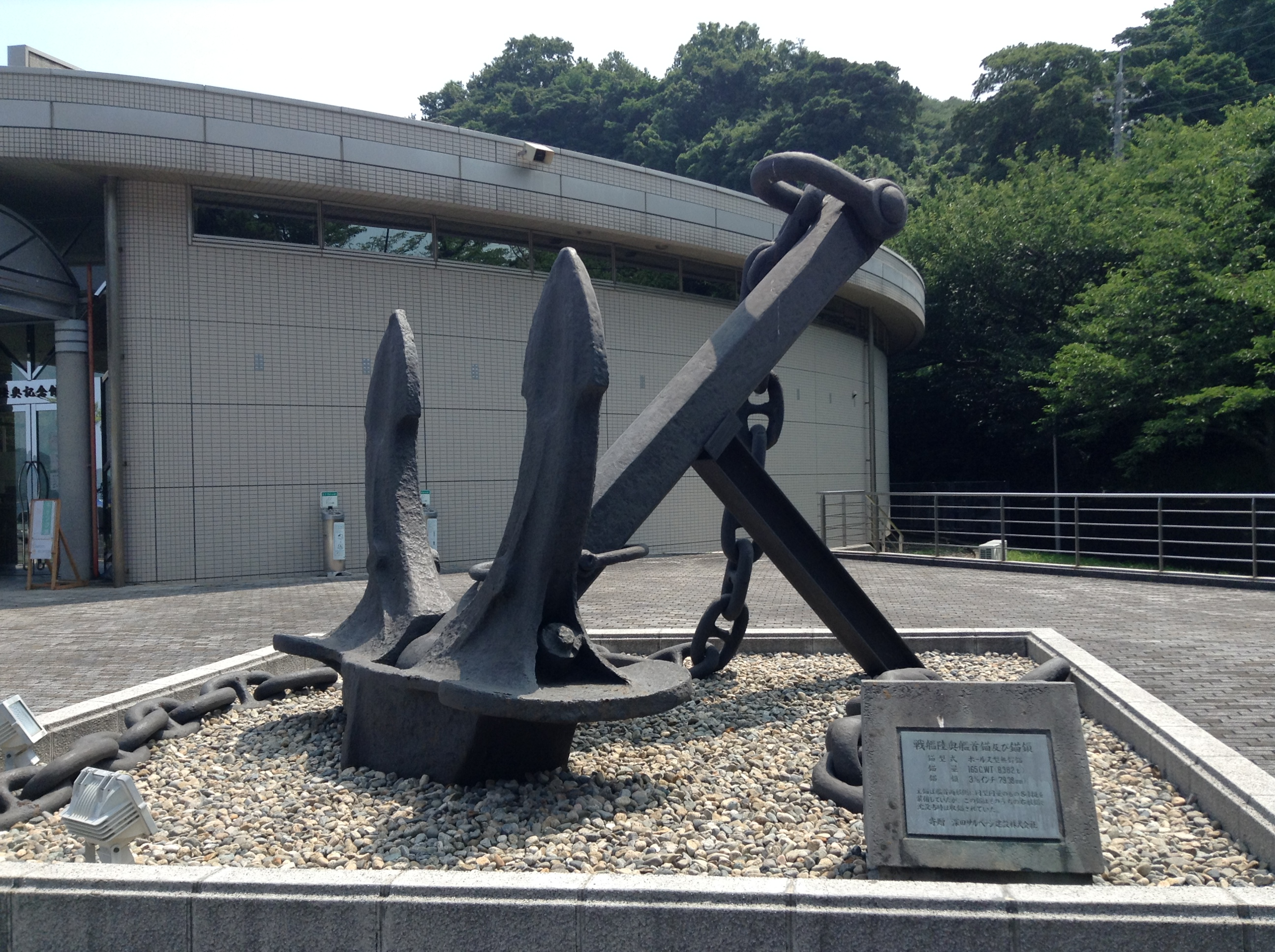
El ancla de popa del Mutsu.
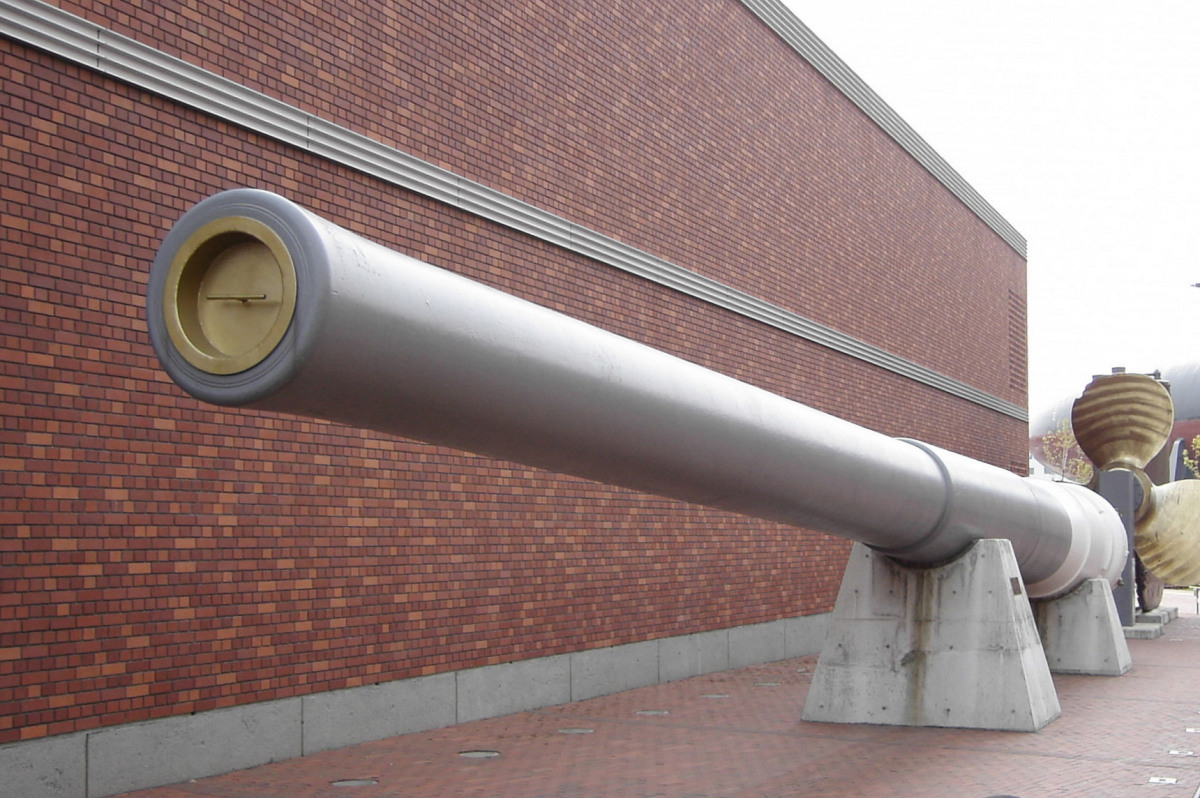
Cañón de 410 mm del Mutsu en el Museo Yamato en Kure.